# Maria Zuliani
Maria Zuliani (Udine, 30 dicembre 1992) è una calciatrice italiana, di ruolo centrocampista o attaccante.

## Caratteristiche tecniche
Benché nelle giovanili abbia avuto il ruolo di attaccante, per esigenze tecniche ha giocato anche come centrocampista offensiva impiegata nelle fasce.

## Biografia
Maria Zuliani è nata a Udine nel locale ospedale, ma è cresciuta con la famiglia a Buja dove quest'ultima risiede. Fin dalla tenera età si è appassionata al gioco del calcio decidendo di tesserarsi con una società calcistica bujese.
Zuliani ha iniziato a giocare con i maschietti fino al sopraggiunto limite d'età che le ha imposto di giocare in una squadra interamente femminile. Ha quindi deciso di accordarsi con il Graphistudio Tavagnacco, società scelta anche per la vicinanza al luogo di residenza, che le ha proposto di inserirla in rosa nelle proprie giovanili. Durante il campionato Primavera è riuscita a mettersi in luce trovando la fiducia necessaria per essere inserita in rosa nella prima squadra dalla stagione 2008-2009. Soprannominata Mariùte per distinguerla da Maria Sorvillo, ha debuttato in Serie A in quella stagione, giocando due partite per 13 minuti complessivi. In seguito è stata impiegata sempre più di frequente e al raggiungimento dell'età massima tolta dalla rosa della formazione Primavera ed inserita stabilmente in quella titolare.
Ha fatto il suo esordio internazionale il 6 ottobre 2011 in occasione della partita di ritorno dei sedicesimi di finale dell'edizione 2011-2012 della UEFA Women's Champions League, incontro disputato a Malmö contro l'LdB Malmö e perso dal Tavagnacco per 5-0. Due anni dopo è scesa in campo nelle due partite che il Tavagnacco ha disputato in UEFA Women's Champions League contro il Fortuna Hjørring, segnando la rete che ha deciso la gara di andata per 3-2 in favore delle friulane.
Dopo aver contribuito a far raggiungere alla squadra posizioni di alta classifica, è riuscita a conquistare la sua prima Coppa Italia al termine della stagione 2012-2013, battendo nella finale del 1º giugno 2013 il Bardolino Verona per 2-0, bissando il successo la successiva stagione 2013-2014 questa volta ai danni della Torres.
Svincolatasi dal Tavagnacco al termine della stagione 2016-2017, si è accordata con il Pordenone per la seconda parte della stagione 2017-2018.
Nell'estate 2018, con la mancata iscrizione del Pordenone alla Serie C, è tornata al Tavagnacco.
Dopo essere rimasta senza squadra nell'estate 2019, al termine dello stesso anno si è accordata con il Vittorio Veneto, in Serie B.

## Palmarès
- Coppa Italia: 2

Tavagnacco: 2012-2013, 2013-2014